# 紐瓦克鎮區 (密歇根州)
紐瓦克鎮區（英語：Newark Township）是位於美國密歇根州格拉希厄特縣的一個行政鎮區。

## 地方資料
紐瓦克鎮區的面積為89.10平方千米，當中陸地面積為89.10平方千米，而水域面積為0.00平方千米。根據2020年美國人口普查的數據，當地共有人口1064人，而人口密度為每平方千米11.94人。